# Marsilea apposita
Marsilea apposita là một loài dương xỉ trong họ Marsileaceae. Loài này được Launert mô tả khoa học đầu tiên.